# Trait du nord
Trait du Nord är en tung hästras av kallblodstyp som utvecklades i Frankrike i början av 1900-talet. Rasen upplevde en kort stund som en populär jordbrukshäst innan mekaniseringen av jordbruken gjorde att hästarna sjönk i antal. Hästarna kallas ibland felaktigt för Fransk ardenner, men är en egen ras som baserats på den ursprungliga belgiska Ardennerhästen. Rasen är lämplig som körhäst och inom jordbruket och är både stark och lätt att hantera. Namnet Trait du Nord är franska för "Draghäst från Norr", men används idag även som tyngre ridhäst.

## Historia
Trait du Nordhästarna utvecklades i området runt Lille i norra Frankrike i början av 1900-talet. Frankrike hade dock redan utvecklat flera populära kallblodsraser, bland annat Percheron och en lite tyngre kallblodshäst som kallades Boulognesare. Det var Bolougnesaren som stod i grunden för Trait du Nord-hästarna när dessa hästar förbättrades och utvecklades med belgiska hästraser då området runt Lille ligger nära belgiska gränsen. Bland annat importerade man den berömda Ardennerhästen och även den belgiska Brabanthästen. 
1919 startades stamboken för rasen som blev populär bland bönderna i norra Frankrike och exporterades även till Spanien, Portugal och Italien. En del hästar såldes även till USA. Men efter Andra världskriget påbörjades mekaniseringen av jordbruken och efterfrågan på tyngre arbetshästar minskade och likaså aveln på Trait du Nordhästarna. Idag avlas de dock fortfarande på flera ställen i norra Frankrike och man har satsat på de lite lättare exemplaren för att få nytt liv i rasen som tyngre ridhästar. Trait du Nordhästarna har ibland felaktigt kallats för en gren av Ardennerhästar, eller Franska ardennerhästar men Trait du Nord är en egen hästras.  

## Egenskaper
Trait du Nordhästarna är kända för sin styrka, sin dragkraft och för sitt lugna och lätthanterliga temperament, något som gjort att de på senare tid även har använts som ridhästar, utöver jordbruksarbete och körning. Hästarna är uppfödda i bergig terräng och har på så sätt blivit säkra på foten och klarar sig på lite foder. 
Hästarna påminner mycket om Ardennerhästarna i exteriören men är lite större och grövre. Huvudet är ganska litet med små ögon och små öron och nacken är kort men kraftig och muskulös. Ryggen är kort men väl musklad och benen är också relativt korta men med kraftig benstomme och stora hovar och ganska kraftigt hovskägg. Trots sin grova kroppsbyggnad har Trait du Nord en energisk trav och en bra skritt. Hästarna är oftast brun eller fux och även skimmelfärger med inslag av brunt eller rött.  